# 章順王后
章順王后 韓氏（しょうじゅんおうこう かんし、チャンスンワンフ ハンシ、장순왕후 한씨、1445年2月22日 - 1461年1月5日）は、李氏朝鮮第8代国王睿宗の最初の妃。本貫は清州韓氏。

## 生涯
章順王后は第7代国王世祖の重臣で実力者である韓明澮と黄驪府夫人驪興閔氏の娘として生まれ、1460年、王世子であったと婚姻し世子嬪となった。1461年、長男の仁城大君を出産したが産褥死した。「章順嬪」の諡号が送られ、睿宗即位により「章順王后」と追封された。

## 家族
- 父：韓明澮
- 母：黄驪府夫人 驪興閔氏
  - 妹：恭恵王后
  - 義弟：成宗
- 夫：睿宗
  - 長男：仁城大君